# Cecidosidae
Famille
Les Cecidosidae sont une famille de lépidoptères (papillons) monotrysiens primitifs. 

## Présentation

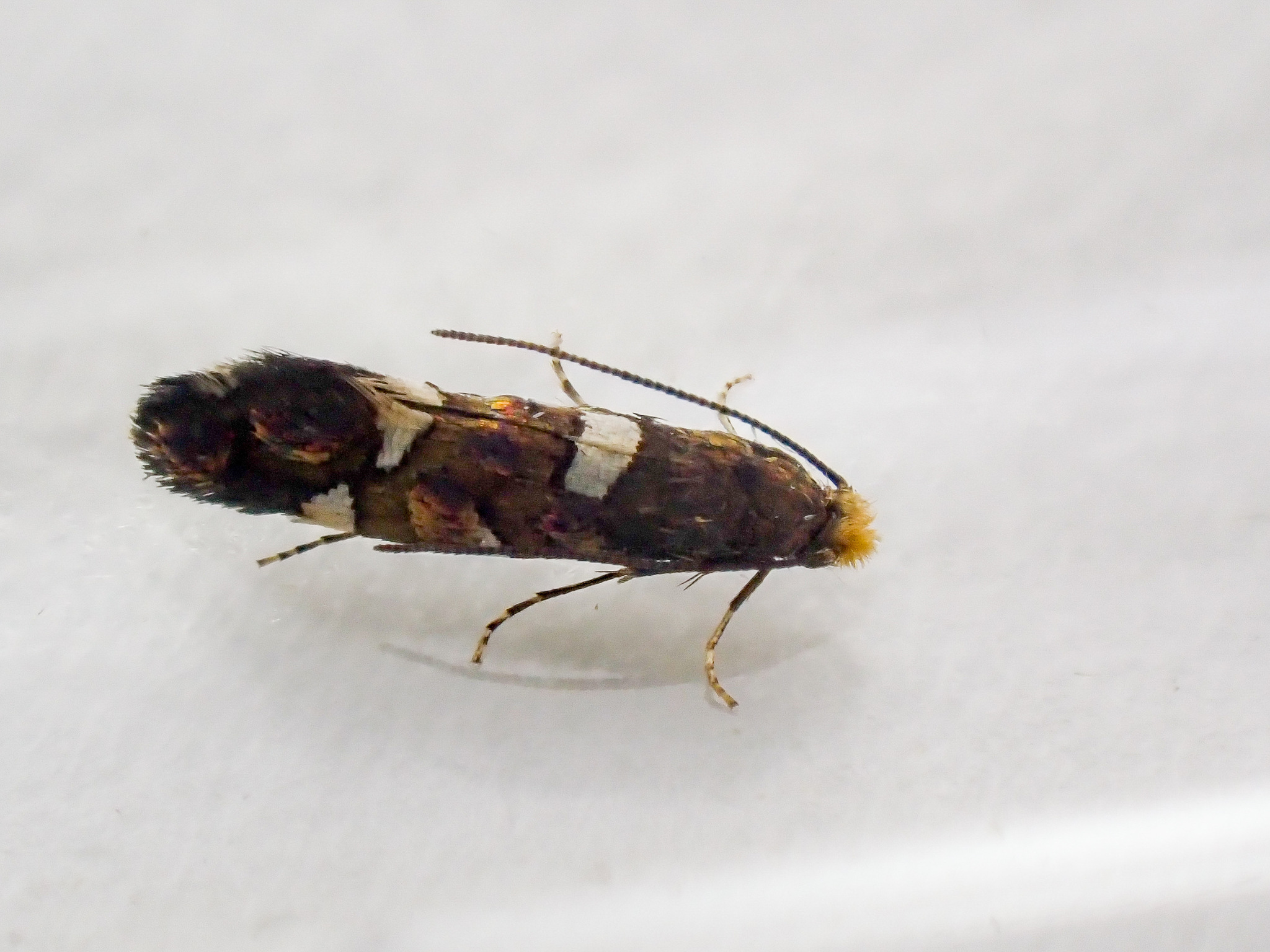
Femelle de

Elle regroupe environ 6 genres et de 16 à 18 espèces dont neuf espèces présentes au sud de l'Afrique, cinq espèces en Amérique du Sud (Parra, 1998) et l'espèce Xanadoses nielseni, décrite en Nouvelle-Zélande (Hoare et Dugdale, 2003). Les Cecidosidae sont présents uniquement dans l'hémisphère sud.

## Classification
La famille Cecidosidae a été décrite par l'entomologiste argentin Juan Brèthes (en) en 1916. Elle regroupe les genres suivants :
- Cecidonius Moreira & Gonçalves, 2017
- Cecidoses Curtis, 1835
- Dicranoses Kieffer, 1910
- Eucecidoses Brèthes, 1916
- Oliera Brèthes, 1916
- Scyrotis Meyrick, 1909
- Xanadoses Hoare & Dugdale, 2003